# Lechtaler Alpen
De Lechtaler Alpen vormen een bergmassief in de Noordelijke Kalkalpen in de Oostenrijkse deelstaten Vorarlberg en Tirol. Het grootste deel van het gebergte ligt in laatstgenoemde deelstaat. De Lechtaler Alpen hebben een karakteristieke aanblik als gevolg van de opbouw uit sedimentgesteente. Het bergmassief heeft de hoogste bergtoppen van de Noordelijke Kalkalpen en bovendien de enige bergtop hiervan met een hoogte boven de 3000 meter, de Parseierspitze (3036 meter). Met een oppervlakte van iets meer dan duizend vierkante kilometer vormen de Lechtaler Alpen verder de grootste subgroep van de Noordelijke Kalkalpen.

## Aangrenzende gebergten
De volgende gebergten grenzen aan de Lechtaler Alpen:
- Allgäuer Alpen (in het noorden)
- Ammergauer Alpen (in het noordoosten)
- Wettersteingebergte (in het oosten)
- Miemingergebergte (in het oosten)
- Ötztaler Alpen (in het zuiden)
- Samnaungroep (in het zuiden)
- Verwall (in het zuidwesten)
- Lechbrongebergte (in het westen)

## Omgrenzing
De Lechtaler Alpen wordt in het westen begrensd door de Flexenpas. Van daaruit loopt de grens langs de rivier Zürser Bach via Zürs tot aan de uitmonding in de Lech in Lech am Arlberg. De Lech, die vervolgens stroomt door het Lechtal, vormt tot aan Reutte de noordelijke grens. Van daaruit loopt de grens via de pas Ehrenberger Klause tot aan de Fernpas in het oosten. Het Gurgltal ligt aan de zuidoostelijke zijde van de Lechtaler Alpen, waarna de Inn tussen Imst en Landeck een deel van de zuidelijke begrenzing vormt. De rivieren de Sanna en Rosanna scheiden het gebergte vervolgens van respectievelijk de Samnaungroep en de Verwall. Vanaf Sankt Anton am Arlberg verloopt de grens naar de Arlbergpas, om vervolgens vanaf Stuben am Arlberg weer naar de Flexenpas te lopen.
Op sommige kaarten en in sommige atlassen wordt ook het gebergte ten westen van de Flexenpas tot de Lechtaler Alpen gerekend. In de indeling van de Alpen zoals gebruikt door de Deutscher, Österreichischer en Südtiroler Alpenverein wordt deze berggroep echter als apart geberte gerekend, het Lechbrongebergte.

## Onderverdeling
De Lechtaler Alpen worden op allerlei manieren onderverdeeld in subgroepen. De meest gebruikelijke daarvan, afkomstig uit de Alpenvereinsführer is als volgt, achtereenvolgens van zuidwest naar noordoost:
- Vallugagroep en noordkam
- Wetterspitz- en Vallesingroep
- Freispitzgroep
- Parseiergroep
- Medriol-, Roßkar- en Grießtalgroep
- Muttekopf- en Parzinngroep
- Namloser Bergen en Heiterwandgroep
- Liegfeistgroep
- Thaneller- en Loreagroep

In oudere edities van de Alpenvereinsführer bestond de indeling uit Vallugagroep, Stanskogelgreop, Feuerspitzegroep, Freispitzgroep, Parseiergroep, Medriol, Torspitzgroep, Parzinn en Steinkar, Lichtspitzgroep, Muttekopfgroep, Heiterwandgroep, Fallerscheingroep, Rudigergroep, Liegfeistgroep, Thanellergroep, Loreagroep en Gartnerwandgroep.

## Natuurbescherming
Het gebied van de Lechtaler Alpen staat voor een groot deel onder natuurbescherming. In het deel van het gebergte in Vorarlberg zijn (nog) geen beschermde natuurgebieden te vinden. In Tirol bevinden zich echter de volgende natuurreservaten:
- Naturschutzgebiet Ehrwalder Becken bij Ehrwald
- Naturschutzgebiet Antelsberg bij Tarrenz
- Naturschutzgebiet Silzer Innau bij Silz
- Ruhegebiet Muttekopf
- Naturpark Tiroler Lechtal

## Bergtoppen

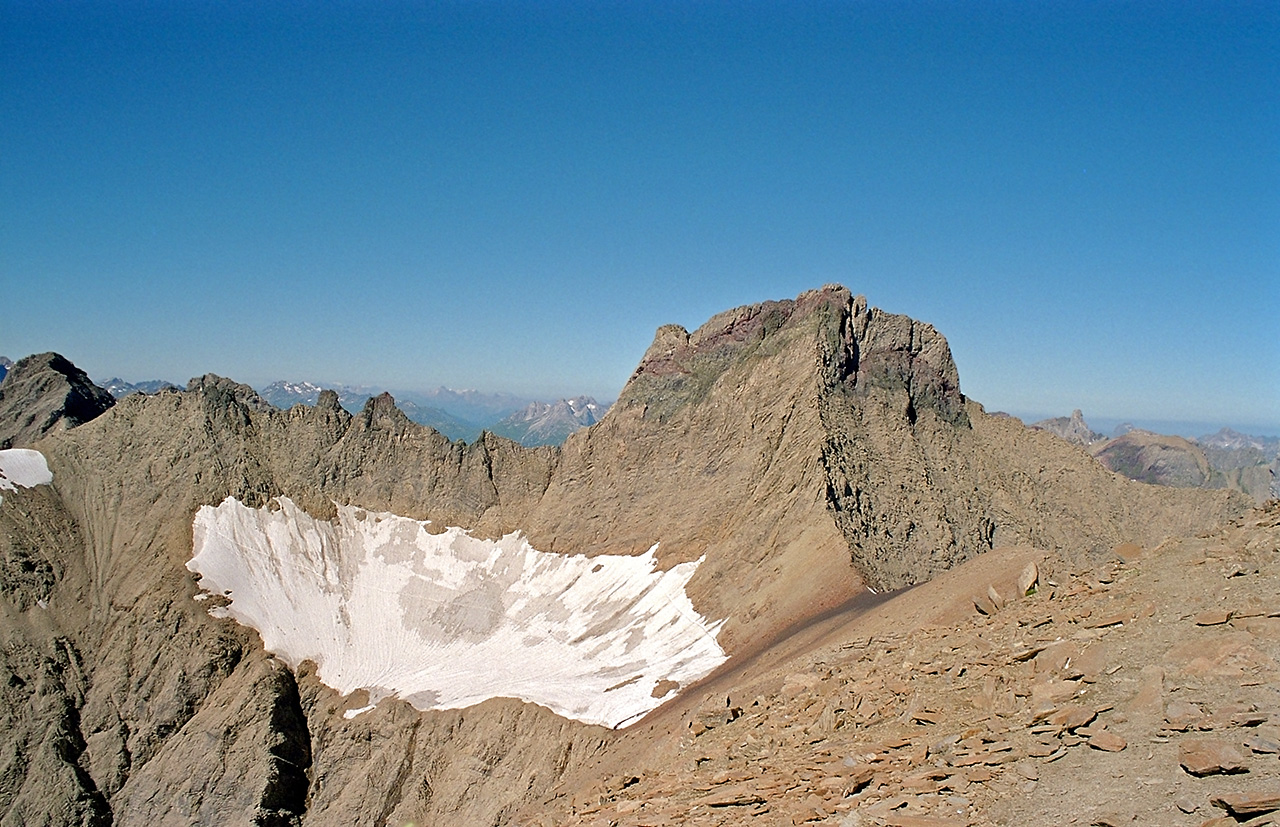
De Parseierspitze, de hoogste bergtop van de Lechtaler Alpen

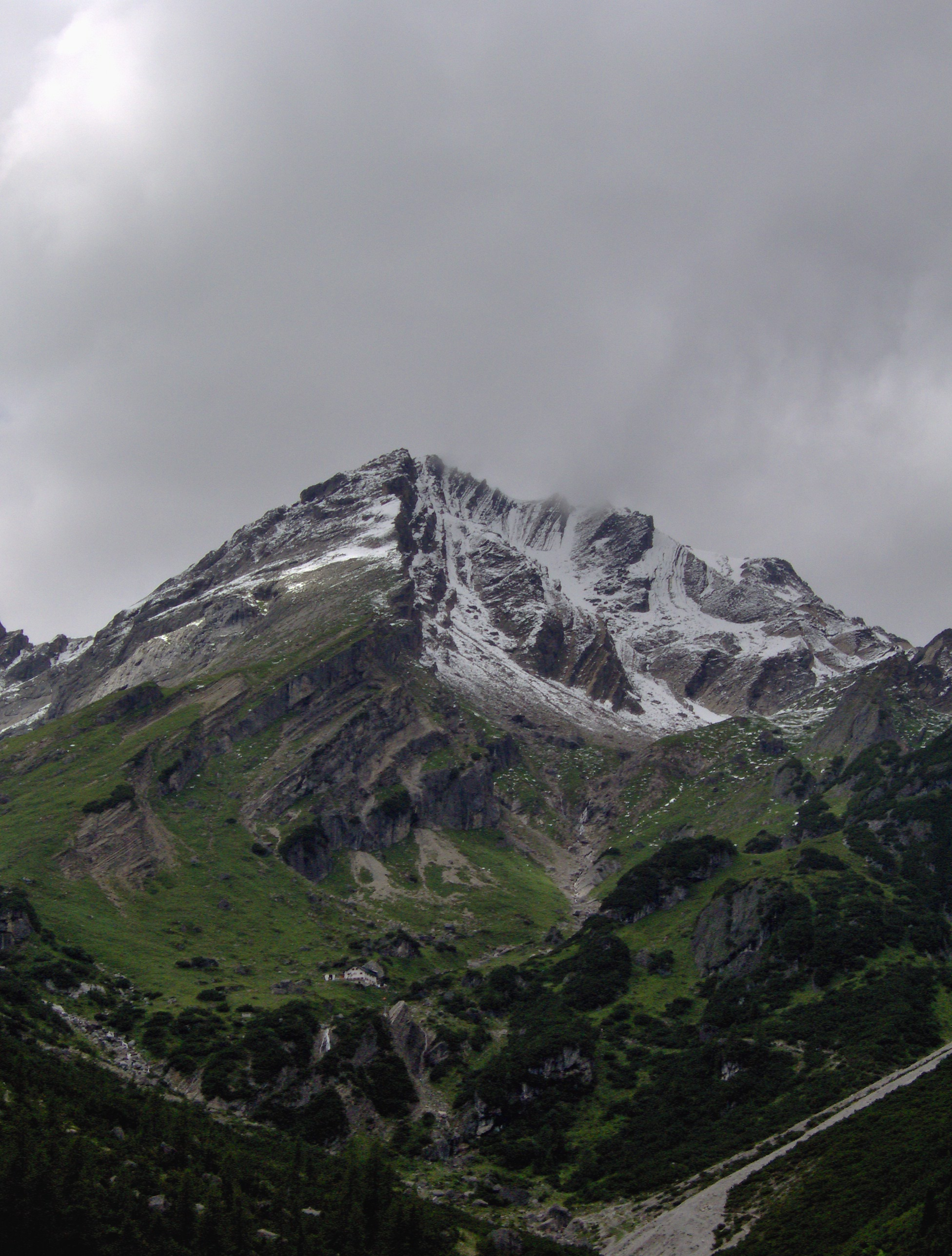
De Imster Muttekopf

In de Lechtaler Alpen zijn 600 benoemde bergtoppen te vinden. De belangrijkste en bekendste daarvan zijn:
1. Parseierspitze, 3040 meter
2. Dawinkopf, 2970 meter
3. Südlicher Schwarzer Kopf, 2949 meter
4. Gatschkopf, 2947 meter
5. Bocksgartenspitze, 2939 meter
6. Holzgauer Wetterspitze, 2898 meter
7. Oberer Bockgartenkopf, 2888 meter
8. Vorderseespitze, 2888 meter
9. Freispitze, 2887 meter
10. Eisenspitze, 2866 meter
11. Feuerspitze, 2851 meter
12. Große Schlenkerspitze, 2831 meter
13. Valluga, 2808 meter
14. Muttekopf, 2777 meter
15. Stanskogel, 2757 meter
16. Leiterspitze, 2752 meter
17. Roggspitze, 2747 meter
18. Dremelspitze, 2741 meter
19. Heiterwand, 2642 meter
20. Namloser Wetterspitze, 2554 meter
21. Loreakopf, 2471 meter
22. Gartnerwand, 2376 meter
23. Thaneller, 2340 meter
24. Grubigstein, 2283 meter
25. Galzig, 2184 meter
26. Galtjoch, 2109 meter

## Bergpassen
1. Arlbergpas, 1793 meter (Sankt Anton am Arlberg naar Alpe Rauz)
2. Hahntennjoch, 1894 meter (Imst naar Elmen)
3. Flexenpas, 1773 meter (Lech am Arlberg naar Stuben am Arlberg)
4. Namlossattel, 1396 meter (Stanzach naar Bichlbach)
5. Berwanger Sattel, 1336 m (Stanzach naar Bichlbach)
6. Fernpas, 1212 meter (Reutte naar Nassereith)
7. Ehrenberger Klause, 945 meter (Reutte naar Fernpas)

Al deze bovenstaande passen zijn met de auto begaanbaar.